# Folcsonomia
Folcsonomia, calc de l'anglès folksonomy, és un neologisme amb què s'anomena la categorització col·laborativa per mitjà d'etiquetes simples en un espai de noms pla, sense jerarquies ni relacions de parentiu predeterminades. Es tracta d'una pràctica que es produeix en entorns de software social els millors exponents dels quals són llocs compartits com Del.icio.us (enllaços favorits), Flickr (fotografies), Tagzania (llocs) o 43 Things (desitjos). L'etiquetatge social (en anglès, folksonomy) és una eina que permet organitzar la xarxa mitjançant la col·laboració i tractament de les etiquetes per anotar i categoritzar els continguts de la web. Dos serveis web molt coneguts que realitzen aquesta tasca són Del.icio.us i Mister Wong.
Si es compara amb altres sistemes de categorització, com el de Gmail, el qual també utilitza etiquetes, es distingeix en què els usuaris comparteixen les categoritzacions, aspecte que no succeeix a Gmail.
Les folcsonomies sorgeixen quan diversos usuaris col·laboren en la descripció d'un mateix material informatiu. Per exemple, a del.icio.us moltes persones han guardat la wikipedia marcant-la amb diferents etiquetes, però coincidìnt la major part en reference, wiki i encyclopedia.
Jon Udell (2004) suggereix que "l'abandonament de les taxonomies a favor de les llistes de paraules claus no és cap novetat, i la seva diferència fonamental és l'intercanvi d'opinions (el feedback) que es dona en la folcsonomía i no en la taxonomia.
Aquesta diferència és també la que apropa la folcsonomia a la memètica, en una relació similar a la que es produeix entre les ontologies i la semàntica. D'altra banda, el concepte té relació amb el de classificació facetada utilitzat en biblioteconomia.
Derivat de taxonomia, el terme folksonomy ha estat atribuït a Thomas Vander Wal. Taxonomia procedeix del greg "taxis" i "nomos": Taxis significa classificació i nomos (o nòmia), ordenar, gestionar; per la seva banda, "folc" prové de l'alemany "poble" (volks). Com a conseqüència, d'acord amb la seva formació etimològica, folcsonomia (folc+taxo+nòmía) significa literalment "classificació gestionada pel poble (o democràtica)".
Apareixen dos tipus de folcsonomia segons Thomas Vander Wal: 
- Folcsonomia àmplia: On el creador no influeix en les etiquetes que es posen al seu contingut, sinó que són les mateixes persones usuàries les que ho fan, afavorint d'aquesta manera que aquestes etiquetes estiguin en els seus idiomes propis i amb les seves paraules.
- Folcsonomia estreta: A diferència de l'anterior, és només el creador del contingut o un nombre reduït de persones les que apliquen les etiquetes al contingut. Generalment aquest tipus de folcsonomia està directament associada a un objecte i és difícil saber com estan sent utilitzades. Per tant, no genera vocabulari o altres descripcions emergents.